# Gens Aquinia
La gens Aquinia era una familia plebeya de la antigua Roma. La gens no parece haber sido particularmente grande o importante, y se conoce principalmente por dos individuos.

## Miembros
- Marco Aquinio, partidario de Pompeyo en África, que participó en la guerra contra Julio César. Tras la derrota de los pompeyanos, fue indultado por César.[2]
- Aquinio, un poeta muy inferior, contemporáneo de Catulo y Cicerón.[3][4]